# Médias au Mali
Les médias au Mali sont diversifiés et couvrent plusieurs champs de diffusions tels que la presse écrite, la radio, la télévision et les médias en ligne, avec des acteurs du secteur public et privé. La Haute autorité de la communication (HAC) est l'organisme en charge de la régulation des médias au Mali.

## Historique
L’histoire des médias au Mali a connu une évolution depuis le temps de monopole de l'Etat malien à une diversification des médias  qui s'est installée progressivement avec la libéralisation de l’espace audiovisuel en 1991. Durant la décennie 90 les médias au Mali ont bénéficié d’une liberté quasi total. Le secteur  s’est développé en épousant les dynamiques partisanes du pluralisme. Un effort de structuration du secteur médiatiques a pu être observer avec la mise en place d'instance telles que l'Union des radios et télévisions libres (Urtel) et l’Observatoire pour l’éthique et la déontologie de la presse (ODEP) qui contribue à sensibiliser les journalistes au respect des règles de base du métier.

## Presse écrite
Le Mali connaît plusieurs journaux quotidiens ou hebdomadaires. Leur tirage est limité en raison de l’analphabétisme d’une partie importante de la population, du coût mais aussi d’un manque d’habitude, le Mali étant un pays de tradition orale.

### Presse écrite en langue française
- L'Essor (quotidien), créé en 1961, ancien journal gouvernemental[2].
- Les Échos (quotidien), créé en 1989, premier journal privé.
- Aurore (bihebdomadaire), créé en 1990.
- Le Scorpion (hebdomadaire satirique), créé en 1991.
- Le Malien (bihebdomadaire), créé en 1991.
- Nouvel Horizon (quotidien), créé en 1992.
- Le Républicain (quotidien), créé en 1992[3].
- L'Indépendant (quotidien), créé en 1994.
- Soir de Bamako (quotidien), créé en 1996.
- Le Courrier (hebdomadaire), créé en 1996.
- Info-Matin (quotidien), créé en 1997[4].
- Liberté (hebdomadaire), créé en 1999.
- Le Continent (hebdomadaire), créé en 2000.
- Le Patriote (hebdomadaire), créé en 2000.
- La Nouvelle Tribune (hebdomadaire), créé en 2002.
- Le Challenger (hebdomadaire), créé en 2002.
- Le Ségovien, premier journal de Ségou, créé en 2003[5].
- L'Indicateur du renouveau, créé en 2007.
- Le Pays (quotidien), créé en 2013.
- Le Journal du Mali (hebdomadaire gratuit), premier journal "bi-média" du Mali créé en 2015, 6 ans après le quotidien en ligne www.journaldumali.com en 2009. Ce média a été créé par l'ancien ministre Mahamadou Camara.
- Le Soft (hebdomadaire d'investigations) créé en 2015
- Aujourd'hui-Mali (hebdomadaire), créé en 2016.
- Le Fondement (hebdomadaire), créé en 2017.

### Presse écrite en langue nationale

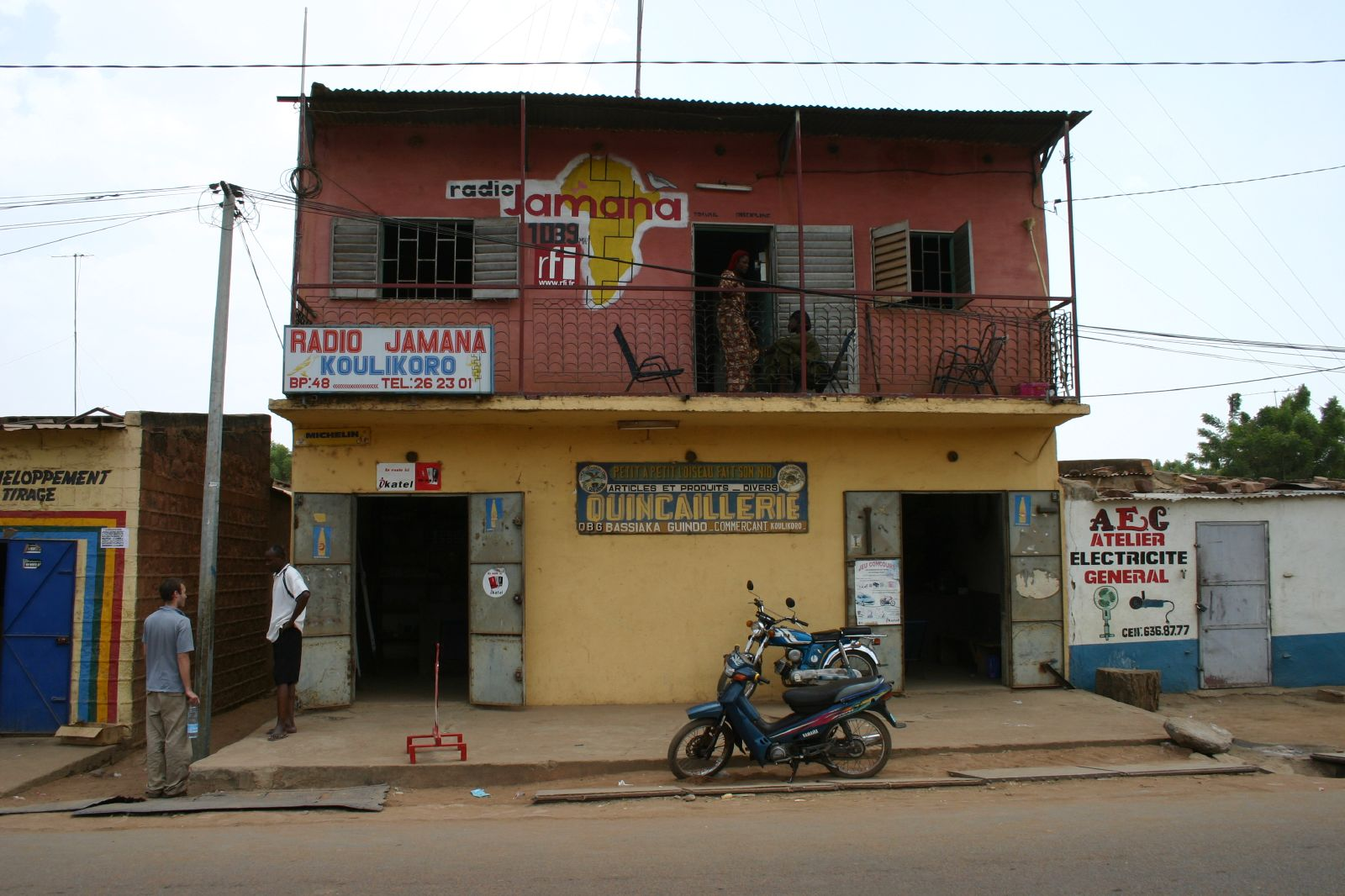
La Radio Jamana à Koulikoro.

- Kibaru, mensuel d'informations générales en Bambara, créé en 1972 ;
- Kabaaru, mensuel d'informations générales en Peul, créé en 1983 ;
- Jèkabaara, mensuel d'informations générales en Bambara, créé en 1986 ;
- Xibaare, mensuel d'informations générales en Soninké, créé en 1993.

### Presse écrite spécialisée
- Graine d’espoir, revue mensuelle créée par Mahamane Garba Touré, directeur de publication et rédacteur en chef, soutenu par Ousmane Mamadou, ingénieur agronome et directeur du Centre de formation professionnelle pour la promotion de l’agriculture au Sahel (CFP-PAS) de Gao, dont l’objectif est d’informer les acteurs du monde rural et qui se faire « l’écho des initiatives nationales pour le développement du monde agricole au Mali ». Le premier numéro a été publié en juin 2007. Le tirage est de 1 000 exemplaires[6].
- Grin-Grin, magazine mensuel pour les jeunes.
- Journal Missions, hebdomadaire chrétien d'informations, Missions, est le Premier journal confessionnel du Mali[7]. Fondé en 2019 par Alexis Kalambry et Etienne Fakaba Sissoko sous la responsabilité de la Conférence Episcopale du Mali.

### Presse en ligne
- Maliactu, premier journal pure player du Mali.
- Maliweb.net, créé en 2002.
- Malijet.com, créé en 2007.
- journaldumali.com, créé en 2009. Premier quotidien en ligne doté de sa propre rédaction et ne publiant que des contenus propres.
- Malizine, un journal en ligne lancé en 2016 par le jeune journaliste Issiaka Tamboura (fondateur de l'hebdomadaire Le Soft et ancien reporter de maliweb). Deux ans après sa création, Malizine[8] est réputé être régulier dans ses mises à jour avec une présence constatée sur les réseaux sociaux avec près de 500.000 followers seulement sur Facebook dès l'an 2019. Le site se classe en 2018 comme quatrième sur le plan national après maliweb, Malijet et MaliActu. Mais dès 2019, Malizine s'est inscrit dans une rubrique dédiée, avec ses partenaires dans une guerre contre les fausses informations (fake news).
- Mali KonoKow, journal Pureplayer, créé en 2019.
- Maliko News, crée en 2022[9]
- malitribune.com qui a été créé en 2013 par un jeune journaliste malien qui a évolué dans les rédactions sénégalaises pendant 15 ans, Adama Coulibaly qui est le fondateur de l'entreprise Global Média[10].

D'autres journaux en ligne ont été créés mais il se pose des problèmes de sérieux et de constance.

## Radio
L’Office de radiodiffusion télévision du Mali (ORTM) dispose de deux chaînes de radio, la radio nationale et la chaîne 2 créée en 1993 et diffusée sur la FM.
Il existe environ 150 radios privées, associatives ou communautaires accessible sur la bande FM. Les radios libres se sont développées à la suite du rétablissement de la démocratie au Mali en 1991.
Le réseau des radios rurales se développe à grande vitesse. L'accès à l'information dans les langues locales a un impact considérable pour les populations sur le plan de la qualité de vie et de l'implication dans la gestion des affaires de leurs localités. L'Alliance des Radios Communautaires du Mali (ARCOM) regroupe plusieurs radios réparties sur tout le territoire malien. L’ARCOM vise à développer des liens durables de coopération et de partenariat entre les diverses radios communautaires, associatives et paysannes du Mali d’Afrique et du monde. Notamment au niveau du contenu des émissions et de la technique en favorisant l’échange d’animateurs, techniciens et journalistes entre les stations membres du réseau. L’ARCOM s’appuie sur la longue expérience des radios membres au niveau de la production radiophonique, des échanges interculturels, des capacités de mobilisation qui contribuent à l’éveil de conscience de la population, au partage de connaissances et de compétences pour le développement d’une société civile plus mobilisée.
De plus en plus de radios sont branchées sur Internet, permettant aux journalistes de chercher du contenu, de préparer des émissions à l'intention de leur public, et d'offrir des services à la communauté. La difficulté reste le rendement économique nécessaire pour pérenniser ces centres multimédias ainsi que les coûts des services de maintenance technique pour les radios elles-mêmes. À travers le réseau de l'Union des radiodiffusions et télévisions libres du Mali (URTEL), les radios peuvent se relier entre elles pour couvrir de grands événements, tels que les matchs de football ou le suivi des élections législatives de 1997.
Le président du l'URTEL, Moussa Keïta, rappelle que "Nous aimons à dire dans un slogan que l'Office de radiodiffusion télévision du Mali (ORTM) est la Voix du Mali et les radios de proximité la Voix des Maliens."
Radio France internationale (RFI) est particulièrement écoutée ; ses journaux d’informations sont diffusés par plusieurs radios locales. La BBC et la Voix de l'Amérique sont également disponibles en français en partenariat avec des radios locales.
Il y a aussi la possibilité d'écouter des radios françaises via un abonnement chez Canalsat Horizons.

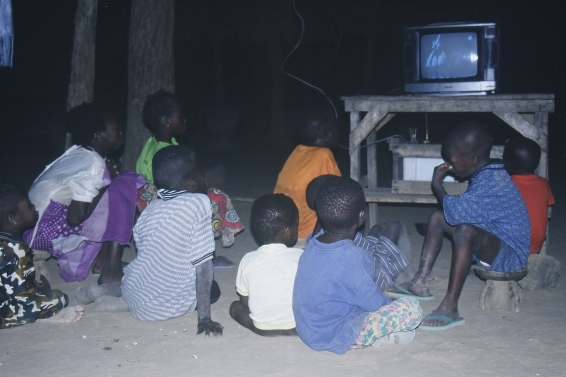
Enfants regardant la télévision dans un village du Mali

En août 2012, les islamistes du MUJAO proclament l'interdiction de diffuser toute musique profane sur les radios privées installées dans le nord du Mali, où ils entendent appliquer la charia.
En mars 2022, les médias français Radio France internationale et France 24 sont interdits par la junte après que ceux-ci aient relayé les implications de meurtre de civils par l'armée malienne et le Groupe Wagner.

## Télévision
L'Office de radiodiffusion télévision du Mali (ORTM) opère une chaîne de télévision nationale publique : l’ORTM télévision nationale. Depuis le début de février 2007, cette chaîne peut également être reçue en Europe via le satellite W3A d'Eutelsat, positionné à 7 degrés est.
TV5 Monde est diffusé par satellite et en hertzien presque partout. Elle est relativement accessible avec une antenne simple.
Une nouvelle chaîne est diffusée à partir de Bamako : "Africable, la chaîne du continent", ensuite rejointe par Cheriflah TV, Renouveau TV, TM1 (www.tm1tv.com), Mande TV, Joliba TV, etc.
Deux sociétés maliennes proposent des bouquets de chaînes variées en réception MMDS, avec accès à des chaînes spécialisées (sports, enfants, informations, films, etc) par abonnements mensuels.
Il y a aussi la possibilité de s'abonner chez Canalsat Horizons pour une réception direct par satellite (RDS différent de MMDS) afin de regarder un grand nombre de chaînes aussi bien d'Afrique que d'Europe avec certaines chaînes en anglais ou en arabe.
En novembre 2024, la Haute autorité de la communication (HAC) retire la licence d'exploitation de la télévision Joliba TV News après une plainte du Conseil supérieur de la communication burkinabè. Issa Kaou N'Djim, un homme politique malien, avait critiqué, début novembre et sur le plateau de Joliba TV, la junte burkinabè pour avoir falsifié les preuves d'une tentative de coup d'État contre le général Ibrahim Traoré. N'Djim est arrêté en novembre,. En décembre, après intervention de la Maison de la presse qui représente les journalistes professionnels, la sanction est transformée en une suspension de 6 mois,. Joliba TV reprend ses émissions fin juin 2025.

## Internet
Internet a connu plusieurs étapes d'implantation et de test avant d'être réellement lancé au Mali en 1997. À l'époque, cinq "providers" agissaient comme fournisseurs d'accès à internet par l'intermédiaire de la SOTELMA (société des télécommunications du Mali). La connexion est restée longtemps difficile et très coûteuse. Aujourd'hui, il y a un plus grand nombre de fournisseurs d'accès ainsi qu'une société de télécommunication privée Ikatel (appelée actuellement Orange). En 2012, le Mali comptait 2,17% d'internautes.